# (24105) Broughton
(24105) Broughton  es un asteroide perteneciente al cinturón de asteroides, descubierto el 9 de noviembre de 1999 por Charles W. Juels desde el Observatorio Astronómico de Fountain Hills, en Estados Unidos.

## Designación y nombre
Broughton se designó inicialmente como 1999 VE10.
Más adelante fue nombrado en honor al astrónomo aficionado australiano  John Broughton (n. 1952).

## Características orbitales
Broughton orbita a una distancia media del Sol de 2,3412 ua, pudiendo acercarse hasta 2,2457 ua y alejarse hasta 2,4368 ua. Tiene una excentricidad de 0,0408 y una inclinación orbital de 7,3492° grados. Emplea en completar una órbita alrededor del Sol 1308 días.

## Características físicas
Su magnitud absoluta es 13,9. El valor de su periodo de rotación es de 15,944 h.